# Bordány
Bordány é um município da Hungria, situado no condado de Csongrád-Csanád. Tem 36,48 km² de área e sua população em 2019 foi estimada em 3.290 habitantes.